# Агата Беднарчук
Агата Беднарчук (порт. Ágatha Bednarczuk, нар. 22 червня 1983, Куритиба, Бразилія) — бразильська пляжна волейболістка польського походження, срібна призерка Олімпійських ігор 2016 року.

## Виступи на Олімпіадах
| Олімпіада           | Дисципліна       | Місце |
| ------------------- | ---------------- | ----- |
| Ріо-де-Жанейро 2016 | пляжний волейбол | 2     |

## Галерея

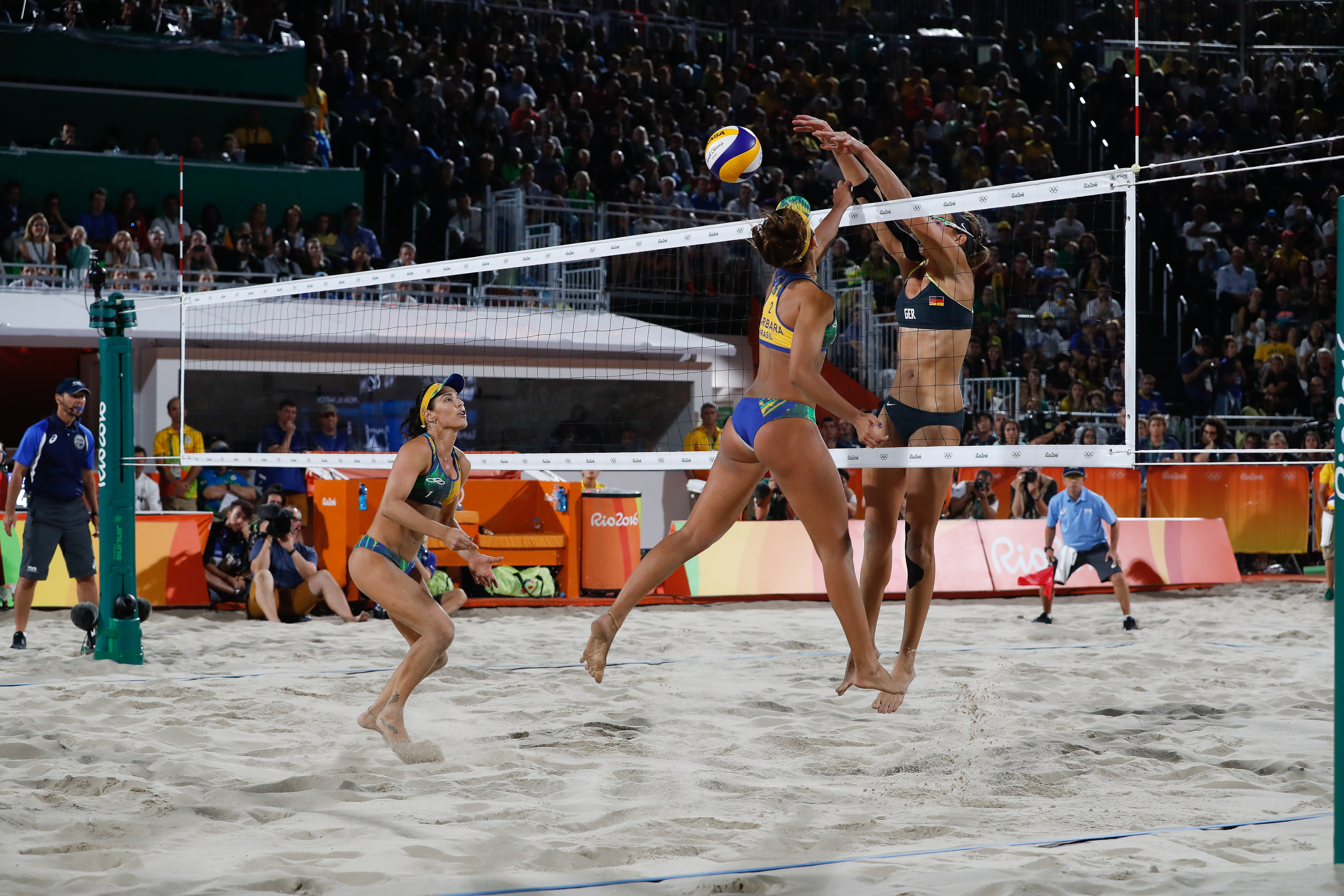
Олімпіада-2016.
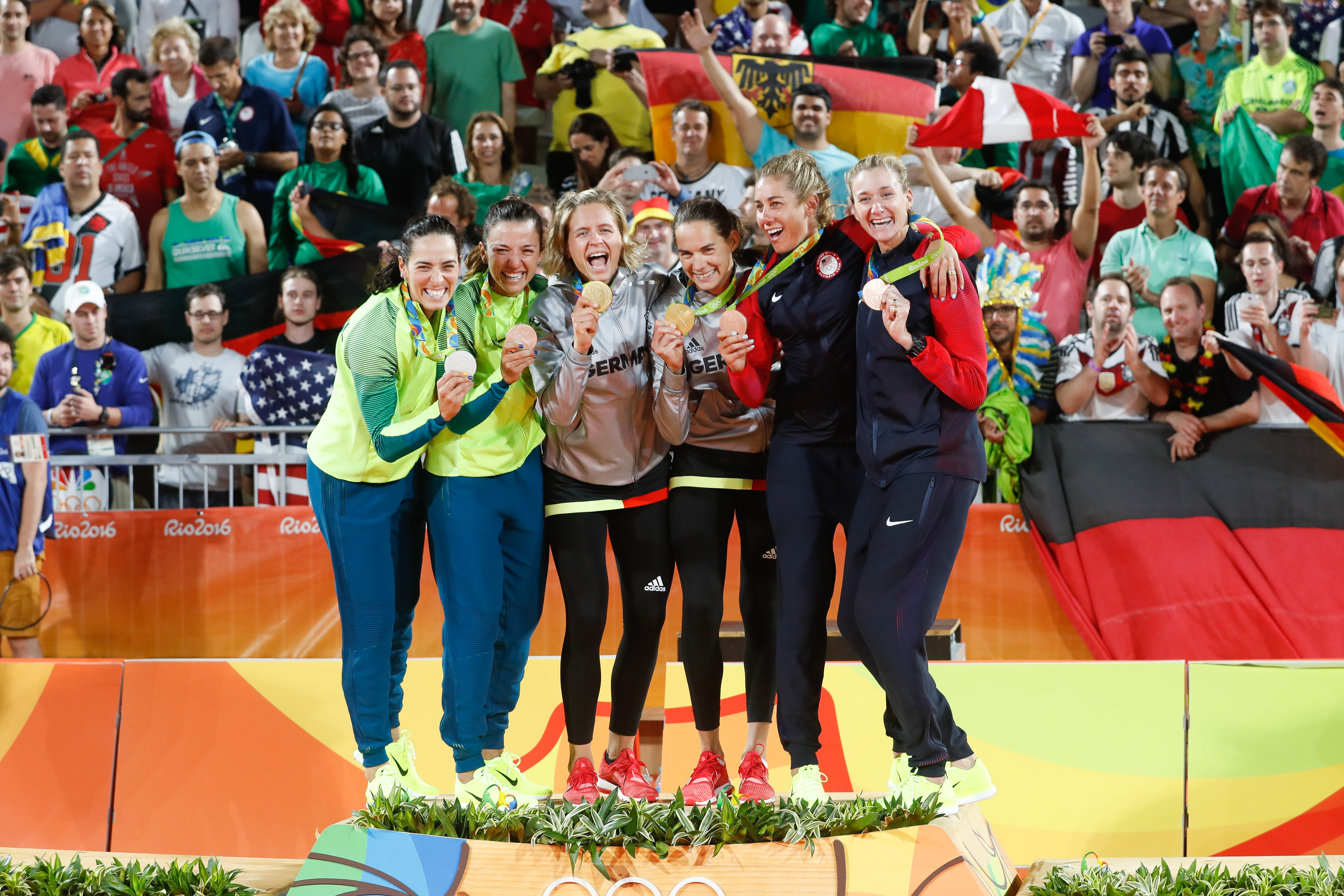
Призери Олімпіади-2016.

## Зовнішні посилання
- Агата Беднарчук — олімпійська статистика на сайті Sports-Reference.com (англ.) (архівна версія)
- Ágatha Bednarczuk (англійська) . Beach Volleyball Database. Архів оригіналу за 4 лютого 2022. Процитовано 4 лютого 2022. {{cite web}}: Зовнішнє посилання в |publisher= (довідка); Недійсний |url-status=no (довідка)
- Ágatha Bednarczuk (англійська) . FIVB. Архів оригіналу за 4 лютого 2022. Процитовано 4 лютого 2022. {{cite web}}: Зовнішнє посилання в |publisher= (довідка); Недійсний |url-status=no (довідка)
- Ágatha Bednarczuk (англійська) . Volleyball World. Архів оригіналу за 4 лютого 2022. Процитовано 4 лютого 2022. {{cite web}}: Зовнішнє посилання в |publisher= (довідка); Недійсний |url-status=no (довідка)